# Runns norra öar
Runns norra öar är ett kommunalt naturreservat i Falu kommun i Dalarnas län.
Området är naturskyddat sedan 2008 och är 342 hektar stort. Reservatet består av ett tiotal öar i norra delen av Runn samt Roxnäs udde på fastlandet. I reservatet återfinns tallskog.